# Leuconotopicus
Leuconotopicus és un gènere d'ocells piciformes de la família dels pícids.

## Taxonomia
Aquest gènere està format per 6 espècies:
- picot garser capblanc (Leuconotopicus albolarvatus).
- picot garser d'Arizona (Leuconotopicus arizonae).
- picot garser de Florida (Leuconotopicus borealis).
- picot fumat (Leuconotopicus fumigatus).
- picot garser de Strickland (Leuconotopicus stricklandi).
- picot garser pilós (Leuconotopicus villosus).